# Purav Raja
Purav Raja (Bombay, 7 december 1985) is een tennisspeler uit India. Hij heeft twee ATP-toernooien gewonnen in het dubbelspel. Bovendien was hij tweemaal verliezend finalist in het dubbelspel. Ook deed hij al mee aan grandslamtoernooien. Hij heeft achttien challengers in het dubbelspel op zijn naam staan.

## Palmares dubbelspel
| Nr.                              | Datum             | Toernooi           | Ondergrond    | Partner             | Tegenstanders in finale                 | Score               | Details |
| -------------------------------- | ----------------- | ------------------ | ------------- | ------------------- | --------------------------------------- | ------------------- | ------- |
| Gewonnen finales herendubbel     |                   |                    |               |                     |                                         |                     |         |
| 1.                               | 21 juli 2013      | ATP Bogota         | Hardcourt     | Divij Sharan        | Édouard Roger-Vasselin Igor Sijsling    | 7-6(4), 7-6(3)      | Details |
| 2.                               | 13 augustus 2016  | ATP Cabo San Lucas | Hardcourt     | Divij Sharan        | Jonathan Erlich Ken Skupski             | 7-64, 7-63          | Details |
| Verloren finales herendubbel     |                   |                    |               |                     |                                         |                     |         |
| 1.                               | 8 februari 2015   | ATP Zagreb         | Hardcourt (I) | Fabrice Martin      | Marin Draganja Henri Kontinen           | 4-6, 4-6            | Details |
| 2.                               | 8 januari 2017    | ATP Chennai        | Hardcourt     | Divij Sharan        | Rohan Bopanna Jeevan Nedunchezhiyan     | 3-6, 4-6            | Details |
| Gewonnen challengers herendubbel |                   |                    |               |                     |                                         |                     |         |
| 1.                               | 17 augustus 2009  | Qarshi             | Hardcourt     | Sadik Kadir         | Andis Juška Deniss Pavlovs              | 6-3, 7-6(4)         |         |
| 2.                               | 22 november 2010  | Toyota             | Tapijt (I)    | Treat Huey          | Tasuku Iwami Hiroki Kondo               | 6-1, 6-2            |         |
| 3.                               | 16 mei 2011       | Cremona            | Hardcourt     | Treat Huey          | Tomasz Bednarek Mateusz Kowalczyk       | 6-1, 6-2            |         |
| 4.                               | 4 maart 2013      | Kyoto              | Tapijt (I)    | Divij Sharan        | Chris Guccione Matt Reid                | 6-4, 7-5            |         |
| 5.                               | 9 maart 2014      | Kyoto              | Hardcourt (I) | Divij Sharan        | Sanchai Ratiwatana Michael Venus        | 5-7, 7-6(3), [10-4] |         |
| 6.                               | 16 augustus 2015  | Portorož           | Hardcourt     | Fabrice Martin      | Aliaksandr Bury Andreas Siljeström      | 7-65, 4-6, [18-16]  |         |
| 7.                               | 5 juni 2016       | Manchester         | Gras          | Divij Sharan        | Ken Skupski Neal Skupski                | 6-3, 3-6, [11-9]    |         |
| 8.                               | 12 juni 2016      | Surbiton           | Gras          | Divij Sharan        | Ken Skupski Neal Skupski                | 6-4, 7-63           |         |
| 9.                               | 31 juli 2016      | Segovia            | Hardcourt     | Divij Sharan        | Joaquin Munoz-Hernandez Akira Santillan | 6-3, 4-6, [10-8]    |         |
| 10.                              | 29 oktober 2016   | Poona              | Hardcourt     | Divij Sharan        | Luca Margaroli Hugo Nys                 | 3-6, 6-3, [11-9]    |         |
| 11.                              | 21 mei 2017       | Bordeaux           | Gravel        | Divij Sharan        | Santiago González Artem Sitak           | 6-4, 6-4            |         |
| 12.                              | 12 november 2017  | Knoxville          | Hardcourt (I) | Leander Paes        | James Cerretani John-Patrick Smith      | 7-64, 7-64          |         |
| 13.                              | 18 november 2017  | Champaign          | Hardcourt (I) | Leander Paes        | Ruan Roelofse Joe Salisbury             | 6-3, 65-7, [10-5]   |         |
| 14.                              | 16 september 2018 | Istanboel          | Hardcourt     | Rameez Junaid       | Timur Khabibulin Vladyslav Manafov      | 7-64, 4-6, [10-7]   |         |
| 15.                              | 21 oktober 2018   | Ismaning           | Tapijt (I)    | Antonio Šančić      | Rameez Junaid David Pel                 | 5-7, 6-4, [10-5]    |         |
| 16.                              | 10 november 2019  | Kobe               | Hardcourt (I) | Ramkumar Ramanathan | Andre Goransson Christopher Rungkat     | 7-6, 6-3            |         |
| 17.                              | 17 november 2019  | Poona              | Hardcourt     | Ramkumar Ramanathan | Arjun Kadhe Saketh Myneni               | 7-6, 6-3            |         |
| 18.                              | 16 februari 2020  | Bangalore          | Hardcourt     | Ramkumar Ramanathan | Matthew Ebden Leander Paes              | 6-0, 6-3            |         |

## Resultaten grote toernooien
| Legenda | Legenda                          |
| ------- | -------------------------------- |
| g.t.    | geen toernooi gehouden           |
| l.c.    | lagere categorie                 |
| –       | niet deelgenomen                 |
| G       | uitgeschakeld in de groepsfase   |
| 1R      | uitgeschakeld in de eerste ronde |
| 2R      | uitgeschakeld in de tweede ronde |
| 3R      | uitgeschakeld in de derde ronde  |
| 4R      | uitgeschakeld in de vierde ronde |
| KF      | uitgeschakeld in de kwartfinale  |
| HF      | uitgeschakeld in de halve finale |
| F       | de finale verloren               |
| W       | het toernooi gewonnen            |
| w-v     | winst/verlies-balans             |

### Mannendubbelspel
| Grandslamtoernooien   |      |      |      |    |      |      |      |
| Australian Open       | –    | –    | –    | –  | 1R   | 3R   | –    |
| Roland Garros         | –    | –    | –    | 1R | 3R   | 1R   | –    |
| Wimbledon             | 1R   | 1R   | 1R   | –  | 2R   | 1R   | 1R   |
| US Open               | –    | –    | –    | –  | 2R   | 1R   |      |
| ATP World Tour Finals |      |      |      |    |      |      |      |
| ATP World Tour Finals | –    | –    | –    | –  | –    | –    |      |
| Olympische Spelen     |      |      |      |    |      |      |      |
| Olympische Spelen     | g.t. | g.t. | g.t. | –  | g.t. | g.t. | g.t. |
| Statistieken          |      |      |      |    |      |      |      |
| Totaal aantal titels  | 1    | 0    | 0    | 0  | 0    | 0    | 0    |
| Eindejaarsranking     | 90   | 130  | 93   | 65 | 60   | 91   |      |